# Agalinis densiflora
Agalinis densiflora är en snyltrotsväxtart som beskrevs av Joseph Blake. Agalinis densiflora ingår i släktet Agalinis och familjen snyltrotsväxter. Inga underarter finns listade i Catalogue of Life.